# Carola Surkamp
Carola Surkamp (* 1971) ist eine deutsche Anglistin und Fremdsprachendidaktikerin.

## Leben
Nach dem Studium der Fächer Englisch, Französisch und Spanisch für das Lehramt an Gymnasien an den Universitäten Köln und Nantes war sie Fremdsprachenassistentin in Frankreich und Schottland. Nach der Promotion in anglistischer Literaturwissenschaft an der Universität Gießen bei Ansgar Nünning war sie wissenschaftliche Mitarbeiterin im Bereich Didaktik der englischen Sprache und Literatur an der Universität Gießen bei Lothar Bredella und Wolfgang Hallet. Seit 2006 ist sie W2-Professorin für Englische Fachdidaktik an der Universität Göttingen. Seit 2012 wurde nach abgelehntem Ruf an die Universität Köln auf W3 aufgestockt. Zum 1. April 2023 folgte sie dem Ruf auf den Lehrstuhl für Fremdsprachendidaktik mit dem Schwerpunkt Englisch an die Universität Regensburg.
Ihre Forschungsschwerpunkte sind Literaturdidaktik, Filmdidaktik, Dramapädagogik im Fremdsprachenunterricht, Kulturelles Lernen, Digitales Lernen, Professionalisierung von Englischlehrkräften und Hochschuldidaktik.

## Schriften (Auswahl)
- Die Perspektivenstruktur narrativer Texte. Zu ihrer Theorie und Geschichte im englischen Roman zwischen Viktorianismus und Moderne (= ELCH. Band 9). WVT, Trier 2003, ISBN 3-88476-588-4 (zugleich: Dissertation, Universität Gießen, 2002).
- mit Ansgar Nünning: Englische Literatur unterrichten. Zwei Bände. Klett Kallmeyer, Seelze.
  - Grundlagen und Methoden. Erster Teil. 2006, ISBN 3-7800-4943-0.
  - Unterrichtsmodelle und Materialien. Zweiter Teil. 2009, ISBN 978-3-7800-1017-9.
- Hrsg.: Metzler Lexikon Fremdsprachendidaktik. Ansätze – Methoden – Grundbegriffe. Metzler, Stuttgart/Weimar 2010, ISBN 978-3-476-02301-8 (3., akt. und überarb. Aufl. 2025).
- mit Roswitha Henseler, Stefan Möller: Filme im Englischunterricht. Grundlagen, Methoden, Genres. Klett Kallmeyer, Seelze 2011, ISBN 978-3-7800-1080-3.
- Hrsg. mit Wolfgang Hallet: Dramendidaktik und Dramapädagogik im Fremdsprachenunterricht. WVT, Trier 2015, ISBN 978-3-86821-577-9.
- Hrsg. mit Britta Viebrock: Teaching English as a Foreign Language. An Introduction. Metzler, Stuttgart 2018, ISBN 978-3-476-04479-2.
- Hrsg. mit Lotta König, Birgit Schädlich: unterricht_kultur_theorie: Kulturelles Lernen im Fremdsprachenunterricht gemeinsam anders denken. Metzler, Berlin 2022, ISBN 978-3-662-63781-4.